# Champ pétrolifère de Snorre
Le champ pétrolifère de Snorre est un champ pétrolifère situé en mer du Nord en Norvège. Sa production a commencé en 1992. Il est détenu par Equinor.